# Schloss Eurasburg

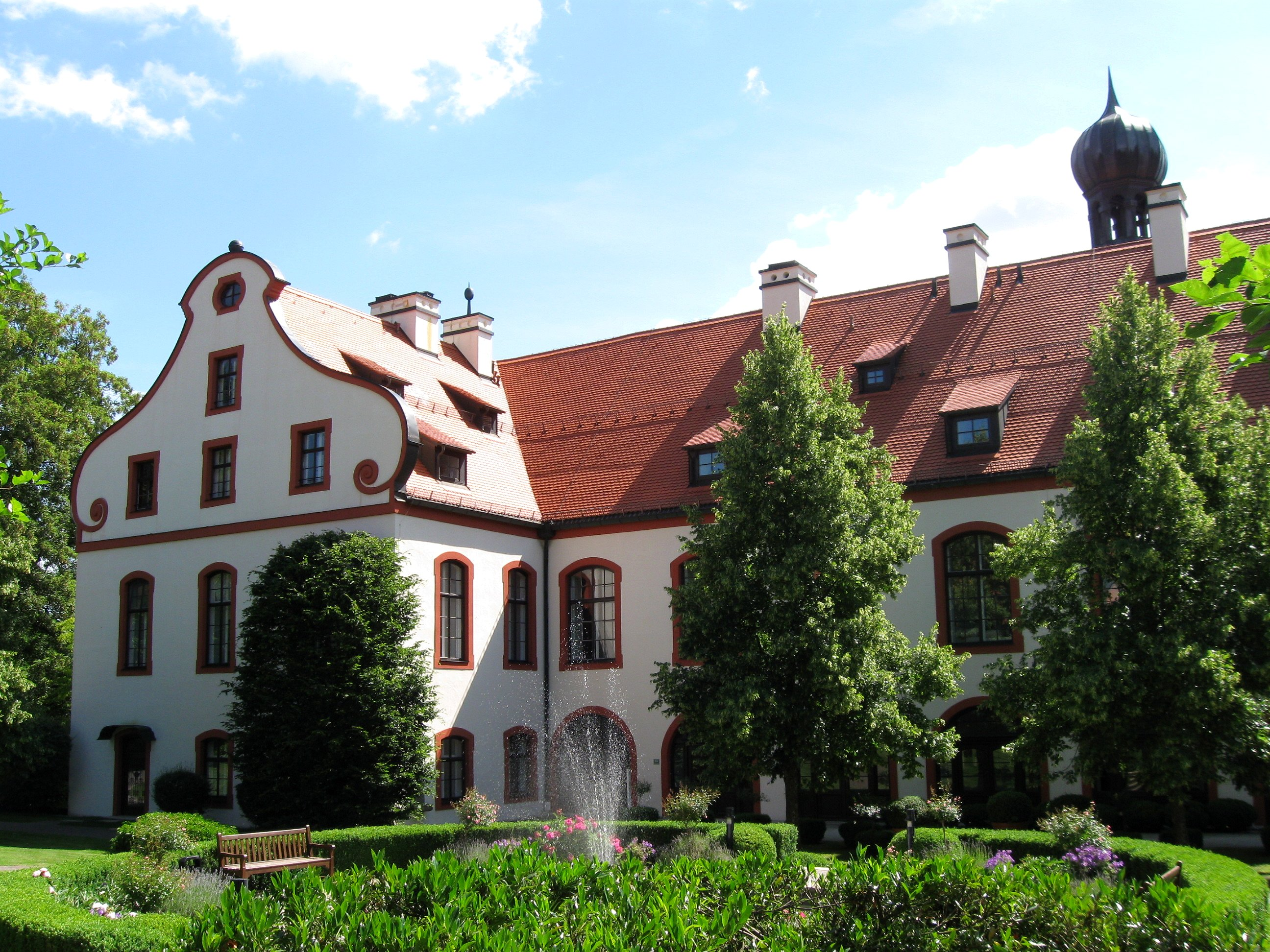
Schloss Eurasburg

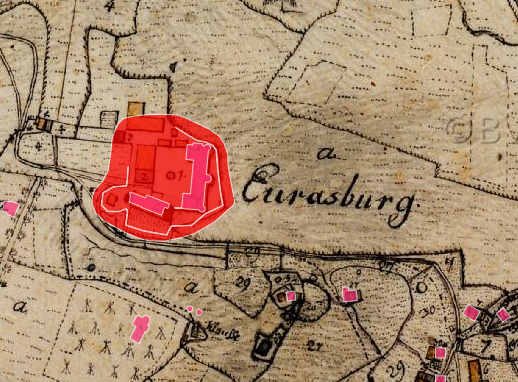
Lageplan von Schloss Eurasburg auf dem Urkataster von Bayern

Schloss Eurasburg, auch Iringsburg genannt, ist ein Schloss in der Gemeinde Eurasburg in Oberbayern. Die Anlage ist unter der Aktennummer D-1-73-123-1 als Baudenkmal verzeichnet. „Untertägige mittelalterliche und frühneuzeitliche Befunde im Bereich von Schloss Eurasburg und seiner Vorgängerbauten“ werden zudem als Bodendenkmal unter der Aktennummer D-1-8134-0057 geführt.

## Geschichte

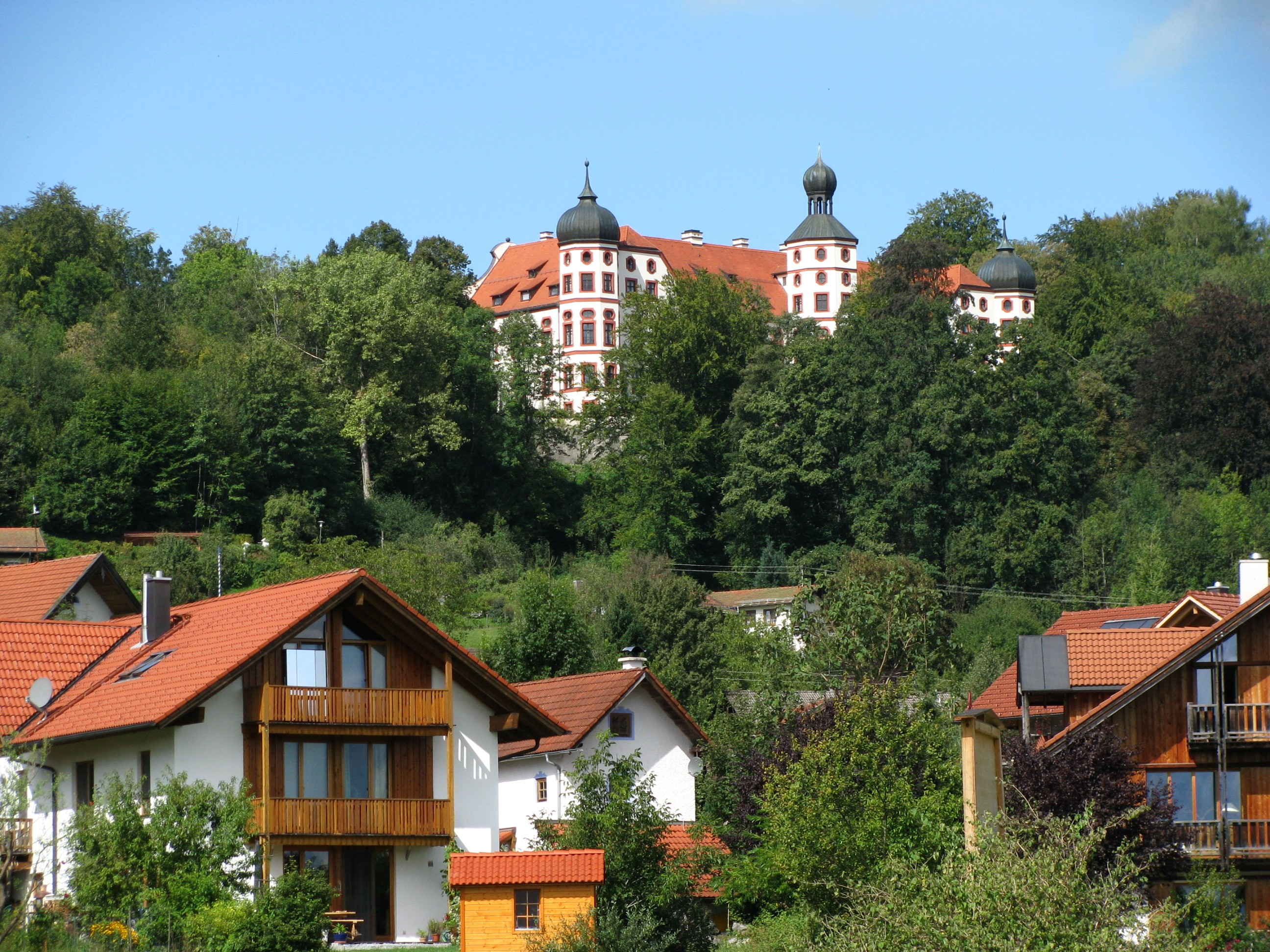

Das Schloss ist im Kern mittelalterlich. Die Iringsburg im Loisachtal auf dem Tischberg über der Stadt war Sitz einer Hofmark der Iringer. Der „Leuchtenberger“ Herzog Albrecht VI. ließ 1626 die alte Iringsburg abreißen. Das heutige Schloss wurde im Stil der Spätrenaissance erbaut.
Als spätere Besitzer sind bekannt Joseph Johann Hörwarth von Hohenburg (1734), Freiherr Ferdinand von Gumppenberg (1778), Karl Freiherr von Beck (1863), 
Philipp Pfister	(1887), Georg Käß (1890). 
1845 kam auf dem Schloss Eurasburg der Bergsteiger Hermann von Barth zur Welt.
1866 wurde eine neugotische Umgestaltung vorgenommen. 1908 erfolgte die Wiederherstellung des ursprünglichen Zustands. Nach einem Brand 1976 kam es zum Wiederaufbau und der Aufteilung in Einzelwohnungen.

## Beschreibung
Zwei- bzw. dreigeschossiger putzgegliederter Dreiflügelbau in Spätrenaissanceformen mit vortretendem Mittelturm, seitlichen Zwiebeltürmen und ehemaliger Schlosskapelle, zugeschrieben Peter Candid 1626–30.
Das Nebengebäude ist ein zweigeschossiger putzgegliederter Neubarockbau mit Zwiebel-Eckturm von 1905. Die Einfriedung ist eine Ummauerung mit Toren.